# Loeches
Loeches är en kommun i Spanien. Den ligger i den autonoma regionen Madrid, i den centrala delen av landet, 24 km öster om huvudstaden Madrid. Antalet invånare är 9 200 (2024).